# Sturm, Ruger & Co
A Sturm, Ruger & Co, Inc., mais conhecida apenas como Ruger, é uma companhia fabricante de armas de fogo fundada em 1949 em Southport (Connecticut). Produz primariamente fuzis, caçadeiras, pistolas semiautomáticas e revólveres, para além de uma vasta gama de acessórios, sendo o quarto maior fabricante de armas de fogo dos Estados Unidos. Para além disso, a companhia produz ainda peças de precisão para uma variedade de indústrias, incluindo os mercados automóvel e aeroespacial.
Desde a sua fundação a Ruger produziu mais de vinte milhões de armas de fogo para caça, tiro desportivo, defesa pessoal, colecionismo e forças policiais. Em publicação da Fortune, figura como a empresa que teve o maior crescimento nos lucros nos últimos três anos, com valor de mercado em torno de 573 milhões de dólares, sem dívida e que recompra suas ações.

## História

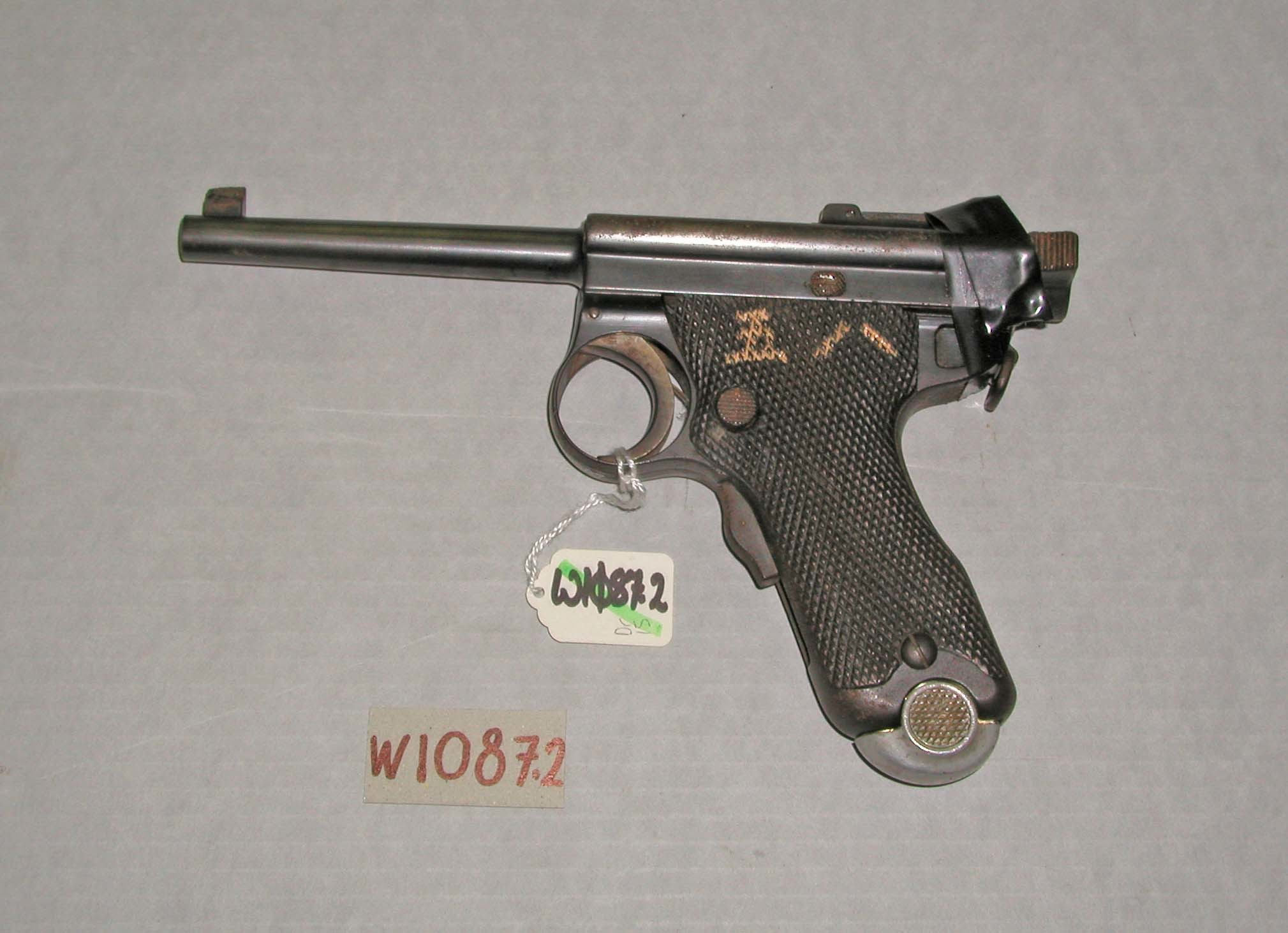
Uma pistola Nambu.

No final da década de 1940, o inventor e engenheiro autodidata William B. Ruger queria produzir e comercializar uma nova pistola, tendo adquirido a um fuzileiro norte-americano de regresso no final da Segunda Guerra Mundial uma pistola Nambu japonesa capturada e conseguido duplicar com sucesso duas pistolas Nambu na sua garagem. Em 1949, usando a silhueta da Nambu e o sistema de ação de ferrolho, Ruger produziu o seu primeiro protótipo de pistola semi-automática calibre .22, mas não possuía o capital necessário para financiar a sua produção, pelo que recorreu a um seu conhecido, Alexander McCormick Sturm, um aficionado em armas de fogo pertencente a uma família abastada. 
Quando Sturm viu o protótipo de Ruger ficou impressionado com a sua estética tradicional e a sua ligeira semelhança com a clássica Luger P08 alemã, tendo decidido fundar em parceria com Ruger a Sturm, Ruger & Co, Inc com 50 000 dólares emprestados pela família de Sturm.

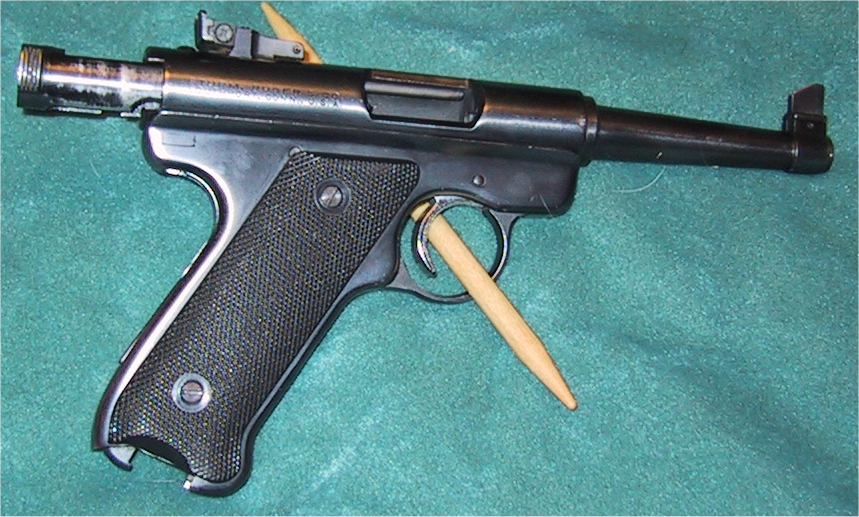
Um exemplar daRuger Standard.

A nova pistola de Ruger foi simplesmente batizada de Standard, e lançada como um produto de lazer barato destinado ao mercado da caça e dos entusiastas por armas de fogo. Ruger introduziu várias técnicas simples e inovadoras na produção da nova pistola que funcionaram bem numa arma de fogo que apenas necessitava de suportar as pressões de percussão anelar do calibre .22, e a redução de custos resultante permitiu a Sturm e Ruger vender a nova pistola a preços muito abaixo da concorrência, que ainda usava técnicas de fabrico antiquadas e caras.

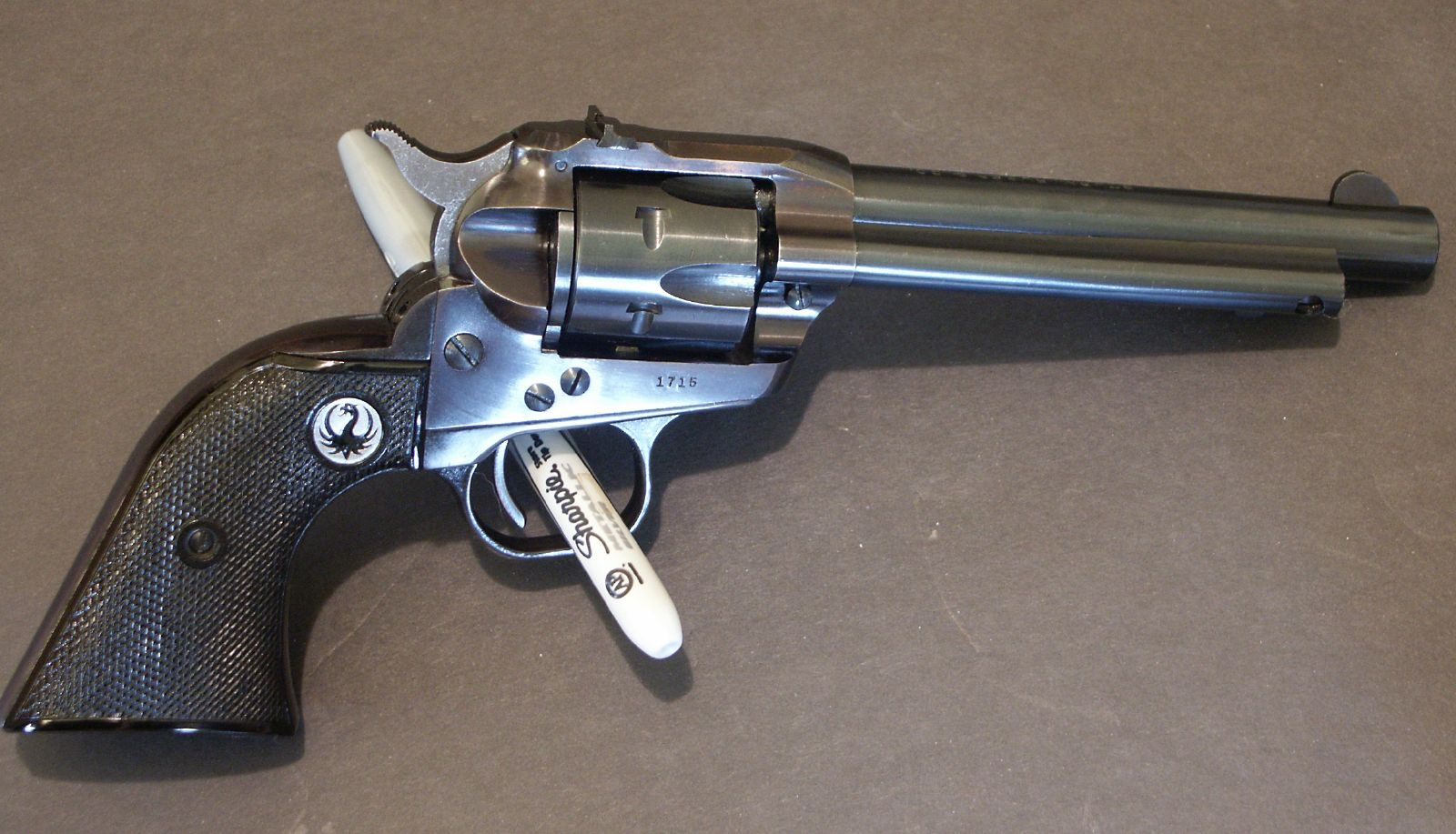
Ruger Single-Six.

A contribuição de Sturm, um estudante de heráldica, foi o emblemático emblema da companhia em forma de uma águia vermelha estilizada, que aparecia num medalhão do lado esquerdo da pega da arma. Uma crítica favorável publicada na revista American Rifleman e um anúncio na mesma revista resultou em um grande interesse do público, e cheques de compradores interessados em breve começaram a chegar, mas Ruger estava tão entrincheirado na "velha escola" de responsabilidade financeira que nenhum foi levantado antes das pistolas terem sido distribuídas. Em poucos meses o capital inicial foi todo usado, mas por essa altura as primeiras cem Ruger Standard já tinham sido produzidas e distribuídas aos seus compradores. A nova pistola foi um sucesso, e em breve dominava uma grande parcela do mercado das pistolas de percussão anelar. No espaço de um ano a companhia pagou à família de Sturm o seu investimento inicial, o único dinheiro que a companhia alguma vez pediu emprestado.
Acreditando que com a popularidade do género western no início da década de 1950 uma arma do tipo cowboy poderia ser desejada pelos aficionados em armas de fogo, Ruger desenvolveu e lançou em 1953 o revólver Single-Six, que se revelou tão bem sucedido quanto o Ruger Standard, tendo a sua produção passado de apenas cem unidades no primeiro ano para 10 000 em 1954 e 20 000 em 1955, continuando a aumentar daí em diante.
Sturm não viveria para ver o sucesso da companhia que ajudara a fundar, tendo sucumbido a uma hepatite viral em novembro de 1951. Em sua memória e como um sinal de respeito e perda, Ruger ordenou que o emblema da companhia criado por Sturm mudasse de vermelho para preto nos futuros modelos da companhia que haviam fundado. A companhia realizou a sua oferta pública inicial de ações em 1969, sendo transacionada na New York Stock Exchange desde 1990 (NYSE:RGR). Ruger continuou a trabalhar em novas criações e a dirigir a companhia até se retirar em 24 de outubro de 2000.

## Produtos

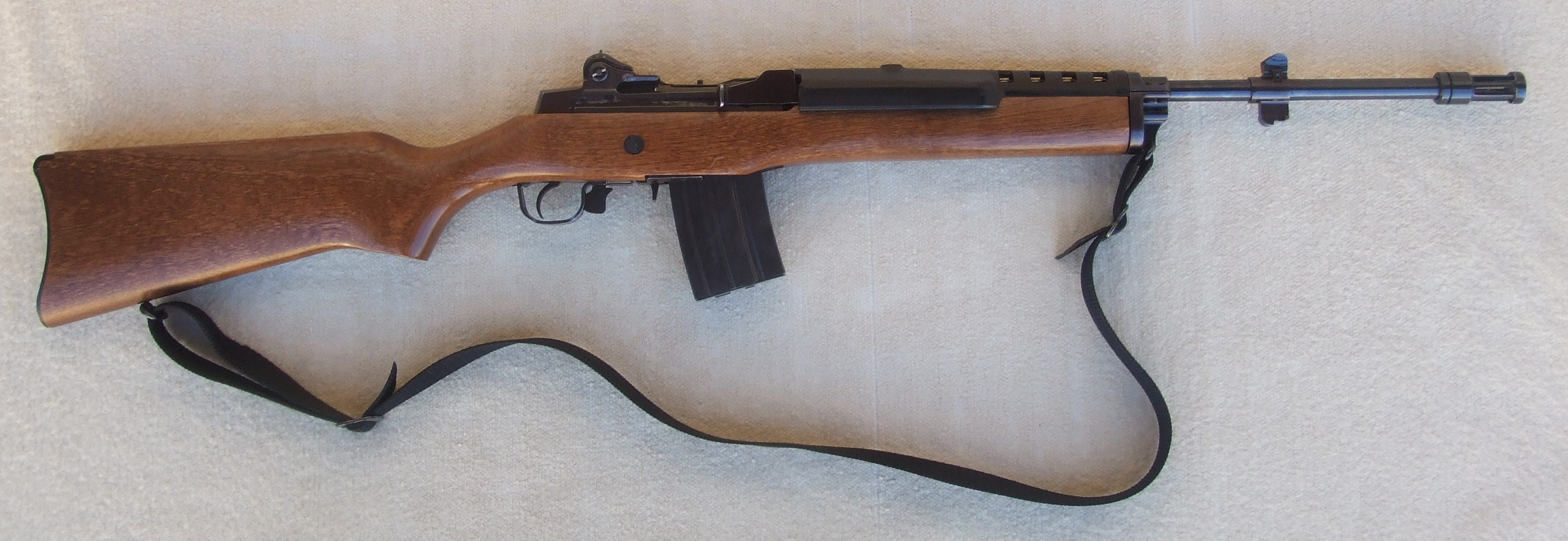
Ruger Mini-14 GB.

### Fuzis
- Ruger No. 1
- Ruger M77
- Ruger Mini-14
- Ruger Mini Thirty
- Ruger Mini-6.8

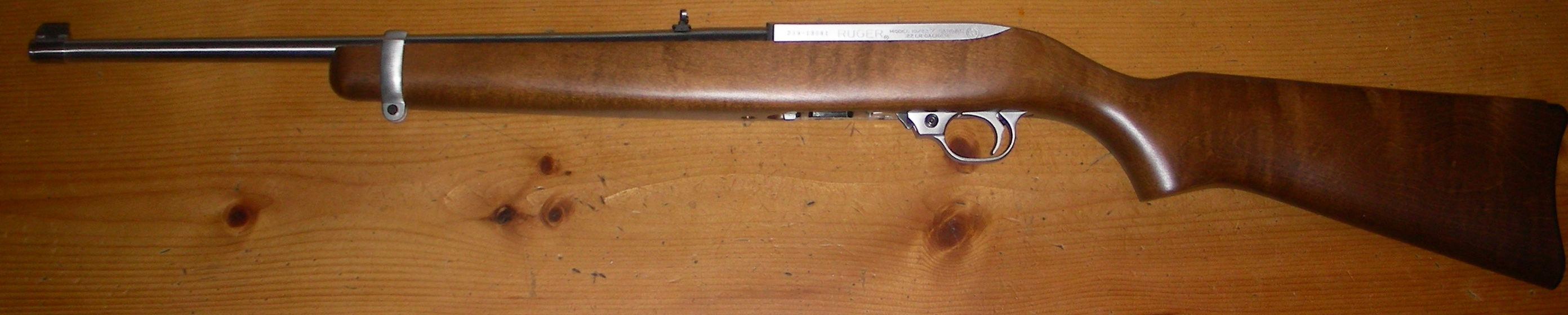
Ruger 10/22.

- Ruger Police Carbine (descontinuado)
- Ruger Deerfield Autoloader (descontinuado)[20]
- Ruger 96 (modelo 96/22 de calibre .22; descontinuado)
- Ruger 10/17 (descontinuado)
- Ruger 10/22
- Ruger 77/22
- Ruger SR-556

### Caçadeiras
- Red Label
- Gold Label

### Pistolas semi-automáticas
- P85 (descontinuada)
- P89 (descontinuada)
- P90 (descontinuada)
- P91 (descontinuada)
- P93 (descontinuada)
- P94 (descontinuada)
- P944 (descontinuada)
- P95
- P97 (descontinuada)
- P345
- SR9
- SR9c
- SR40
- SR40c
- LCP

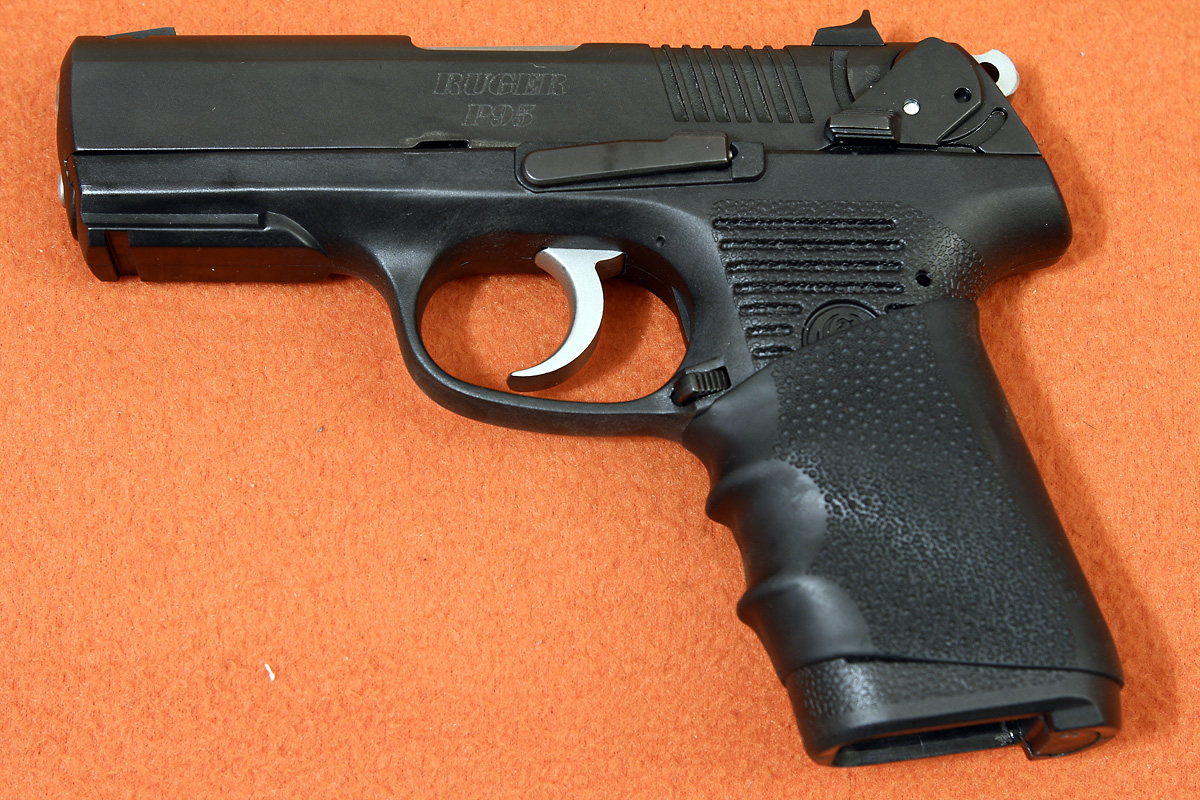
Ruger P95.

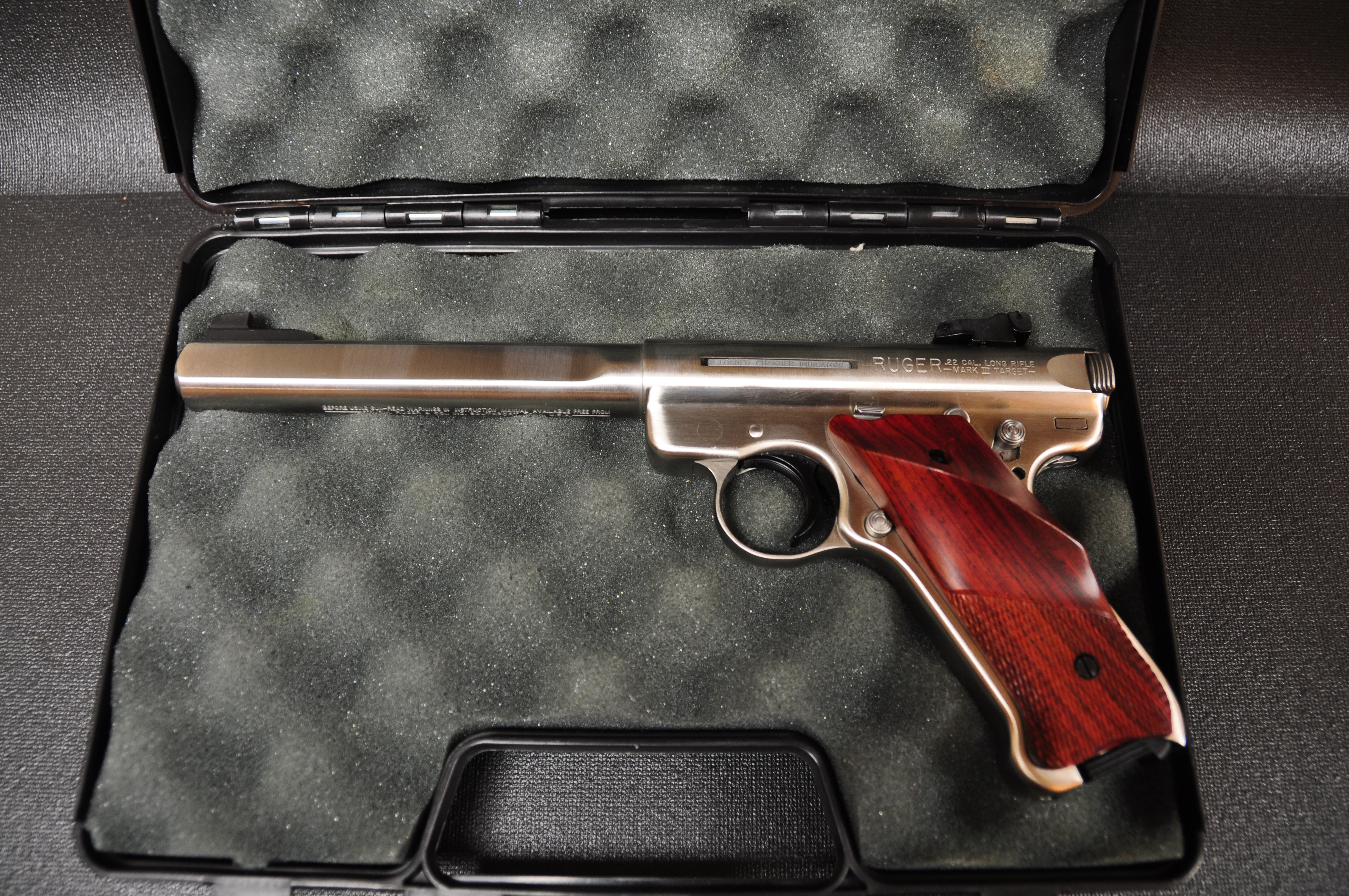
Ruger MK III Competition.

- Ruger Standard (MK I) (descontinuada)
- Ruger MK II (descontinuada)
- Ruger MK III
- Ruger MK IV
- LC9
- SR1911

### Submetralhadoras
- Ruger MP9

### Revólveres

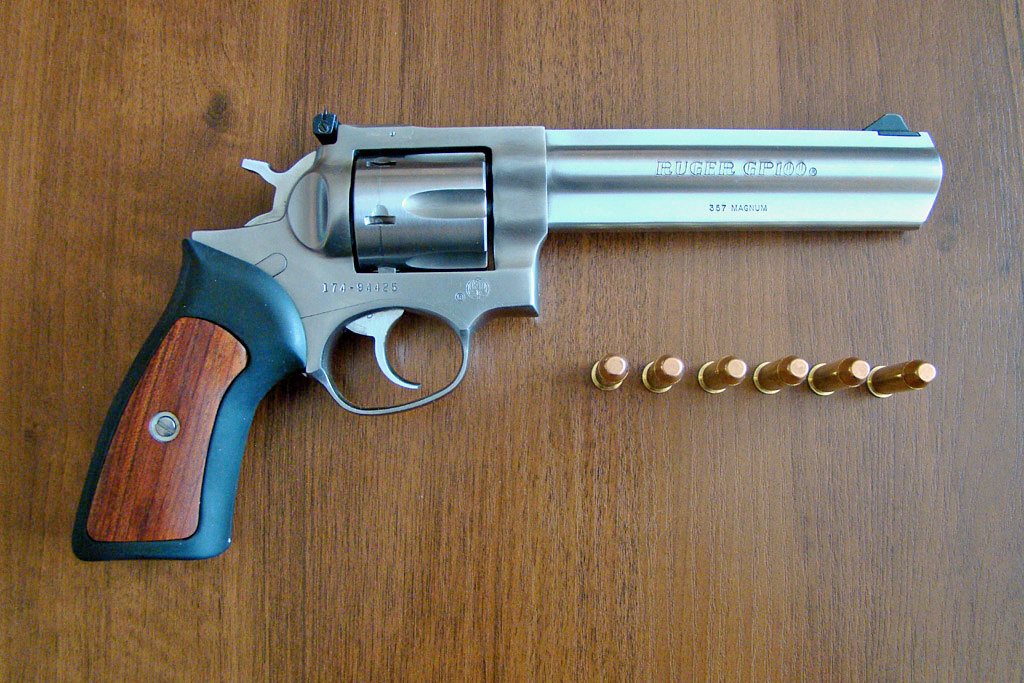
Ruger GP-100.

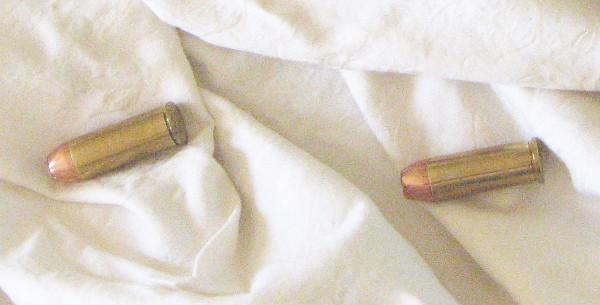
Dois exemplares do .480 Ruger.

- Vaquero
- Single-Six
- Bearcat
- Blackhawk
- Bisley
- GP-100
- SP-101
- LCR
- Redhawk
- Super Redhawk
- Security Six (descontinuado)
- Service Six (descontinuado)
- Speed Six (descontinuado)
- Old Army (descontinuado)

## Munição
- .204 Ruger
- .300 Ruger Compact Magnum
- .375 Ruger
- .416 Ruger
- .480 Ruger